# Lupus in fabula
La locuzione latina lupus in fabula, tradotta alla lettera, significa "il lupo nel discorso".

## Origine
L'origine dell'espressione viene fatta risalire alla frequenza del lupo come personaggio delle favole (come Lupus et agnus di Fedro). Un'interpretazione più "colta" lo fa risalire alla credenza degli antichi Romani, per cui l'essere visti dal lupo portasse alla perdita della parola.

## Significato
Questa locuzione ha lo stesso significato del modo di dire italiano parli del diavolo, e spuntano le corna.

## Nella letteratura
Umberto Eco ha voluto alludere a questa locuzione intitolando il suo celebre saggio del 1979 Lector in fabula, che non ha un significato particolare in italiano.